# Madonna col Bambino e un rosario
La Madonna col Bambino e un rosario o Madonna del Rosario è un dipinto a olio su rame (58 x 50 cm) di Artemisia Gentileschi realizzato circa nel 1650-1651 e conservato nella Casita del Principe a San Lorenzo de El Escorial in Spagna fino al 2022, quando una riorganizzazione delle collezioni del Patrimonio Nazionale lo ha restituito alle sale del Palazzo  Reale della Granja de San Ildefonso a Segovia.Probabilmente nel XVIII secolo, è stato ampliato fissandolo su una tavola di 72 x 52 cm estendendo la pittura della tenda di sfondo.

## Storia

### Provenienza
Il dipinto è menzionato per la prima volta in un inventario del 1749 al Palazzo Reale della Granja de San Ildefonso e fu trasferito nella sua posizione attuale nel 1857. Delle ricerche più recenti evidenziano che facesse parte della collezione di Maria Anna del Palatinato-Neuburg, seconda moglie di Carlo II, suggerendo che potrebbe essere associabile a Filippo IV, il padre di Carlo.
Sono note almeno altre tre opere su rame della pittrice: la Danae del museo di Saint Louis, una Santa Apollonia e un Putto dormiente, ambedue perdute. Questa che è probabilmente il dipinto citato come «Madonina in piccolo» nella lettera di Artemisia al collezionista Don Antonio Ruffo del 13 agosto 1650, e poi ripresa come un rame quasi finito nella corrispondenza allo stesso del 1º gennaio 1651.

### Attribuzione
Si è discusso se il dipinto sia effettivamente di Gentileschi, nonostante la sua firma appaia sul bordo del tavolino, in basso a destra. Uno studioso ha sottolineato l'uso di rosso brillante, blu e verde nel dipinto, accostamenti di tonalità che Artemisia non usa altrove. Tuttavia, il catalogo del 2001 per la mostra al Metropolitan Museum of Art, suggerisce che il dipinto sia proprio della Gentileschi e che si ispiri molto ai primi dipinti devozionali di Guido Reni. Lo scostamento stilistico può rappresentare un espediente deliberato per adattarsi al gusto del committente.

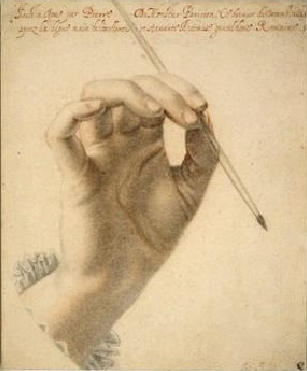
Pierre Dumonstier le Neveu Mano destra di Artemisia Gentileschi, 1625, pastello nero e sanguigna su carta, 219 x 180 mm, Londra, British Museum

È da notare che questi accostamenti cromatici considerati anomali sono del resto presenti anche nella precedente Venere abbracciata da Cupido degli anni quaranta ora in una collezione privata. Ma a dispetto di questi scostamenti stilistici è possibile trovare alcune similitudini in opere precedenti di Artemisia: il delicato trattamento del velo trasparente della Vergine appare anche in qualche altro dipinto come quello indossato da Nicea nella pala di Pozzuoli o dalla fanciulla a destra nel dipinto Lot e le sue figlie del Toledo Museum of Art; e la medesima posizione della mano destra di Maria si incontra nella Betsabea di Potsdam (Mann 427-428). Da notare che questa posizione è molto simile nel disegno di Pierre Dumonstier le Neveu che immortala la Mano destra di Artemisia Gentileschi (British Museum), indicativo di come la pittrice fosse usa riferirsi alle proprie mani a come modello (Christiansen, 103).

## Descrizione
Il quadro, contrapposto alla solennità delle usuali rappresentazioni della Madonna del Rosario, rivela una particolare autonomia di Artemisia.
Rispetto ai più noti temi vetero-testamentari realizzati dalla pittrice qui la rappresentazione si fa più domestica e intimistica. Un’attitudine già testimoniata nelle due Madonne allattanti (Galleria Spada e Palazzo Pitti), sebbene giovanili e ancora dipendenti da Orazio, e nella naturalistica Nascita di san Giovanni battista del Prado.
In questo caso la pittrice si assume una maggiore libertà rispetto al soggetto rappresentando Maria che quasi gioca col Bambino porgendogli la corona del rosario. Il piccino, adagiato sul manto azzurro con la sua piccola aureola raggiata, cerca di afferrato con la manina sinistra e con l’altra trattiene un ramettino con tre rose. Questo fiore è naturalmente e tradizionalmente un ulteriore riferimento al rosario ed ai suoi misteri. Infatti altre quattro rose  sono sparse sul ripiano di destra, in parte oscurate nell’ombra, quasi a ricordare che, oltre ai Misteri gaudiosi del gruppo centrale, si invereranno poi i Misteri dolorosi e i Misteri gloriosi.